# Tesla Roadster

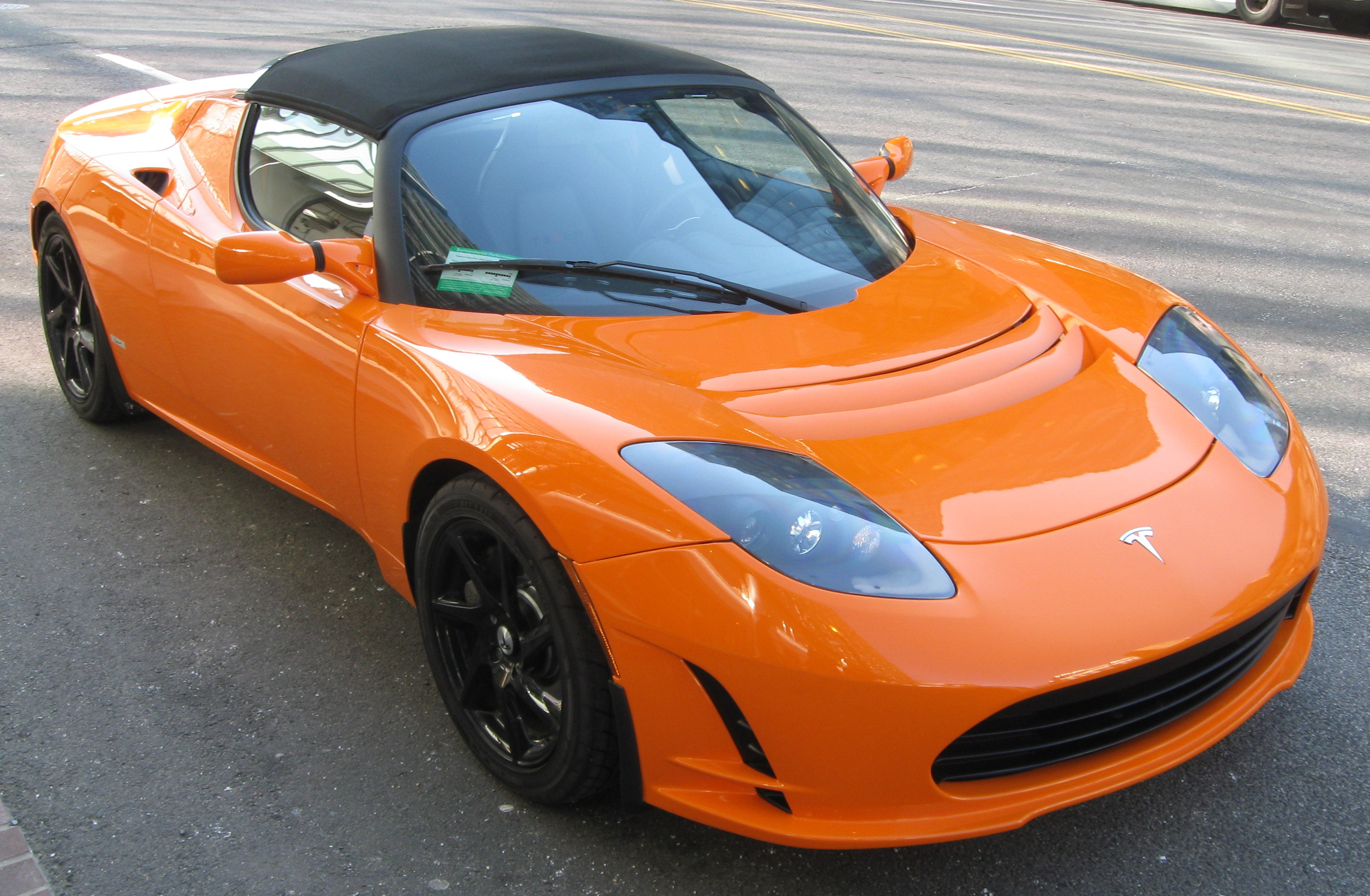
Tesla Roadster

Tesla Roadster är en helelektrisk sportbil tillverkad av det amerikanska företaget Tesla Inc 2008–2012. Tesla Roadster var den andra serietillverkade elsportbilen efter Venturi Fétish.
Bilen producerades i Kalifornien från 2008 till 2012 och såldes i 2 400 exemplar. Chassiet byggdes av Lotus i England medan Tesla stod för batterierna och drivningen. Bilen har en räckvidd på cirka 400 km och en toppfart på 201 km/h. Den kan accelerera från 0 till 100 km/h på 3,7 sekunder och har ett batteripack på 55 kWh litiumjon-batteri. Tesla Roadster väger 1305 kg och batteriet kan laddas fullt på 3,5 timmar. Antal hästkrafter är 248. Under utvecklingsskedet gick Tesla Roadster under kodnamnet DarkStar. Bilen såldes i både Nordamerika och Europa. Den 6 februari 2018 blev Tesla Roadster den första produktionsbilen att skjutas upp i rymden. En ersättare för bilen väntas i slutet av 2024.